# تايني تانك
تايني تانك (بالإنجليزية: Tiny Tank)، هي لعبة فيديو مجرية من نوع أكشن وتصويب منظور الشخص الثالث، وهي من تطوير أبالوسا إنتراكتيف، ومن نشر سوني كمبيوتر إنترتنمنت، ومن توزيع مترو غولدوين ماير، صدرت اللعبة سنة 1999، وتعمل حصرياً على منصة بلاي ستيشن.